# Lorenzo Ghiberti
Lorenzo Ghiberti (Florència, 1378 - id., 1 de desembre de 1455). Escultor, orfebre, arquitecte i escriptor d'art italià del Quattrocento.

## Biografia
Va començar la seva activitat artística com a orfebre. No obstant això, no va guanyar fama fins a 1401, quan va participar en el concurs per a decorar les segones portes del baptisteri de la catedral de Florència, resultant guanyador, en renunciar al premi ex aequo Brunelleschi, l'altre finalista.

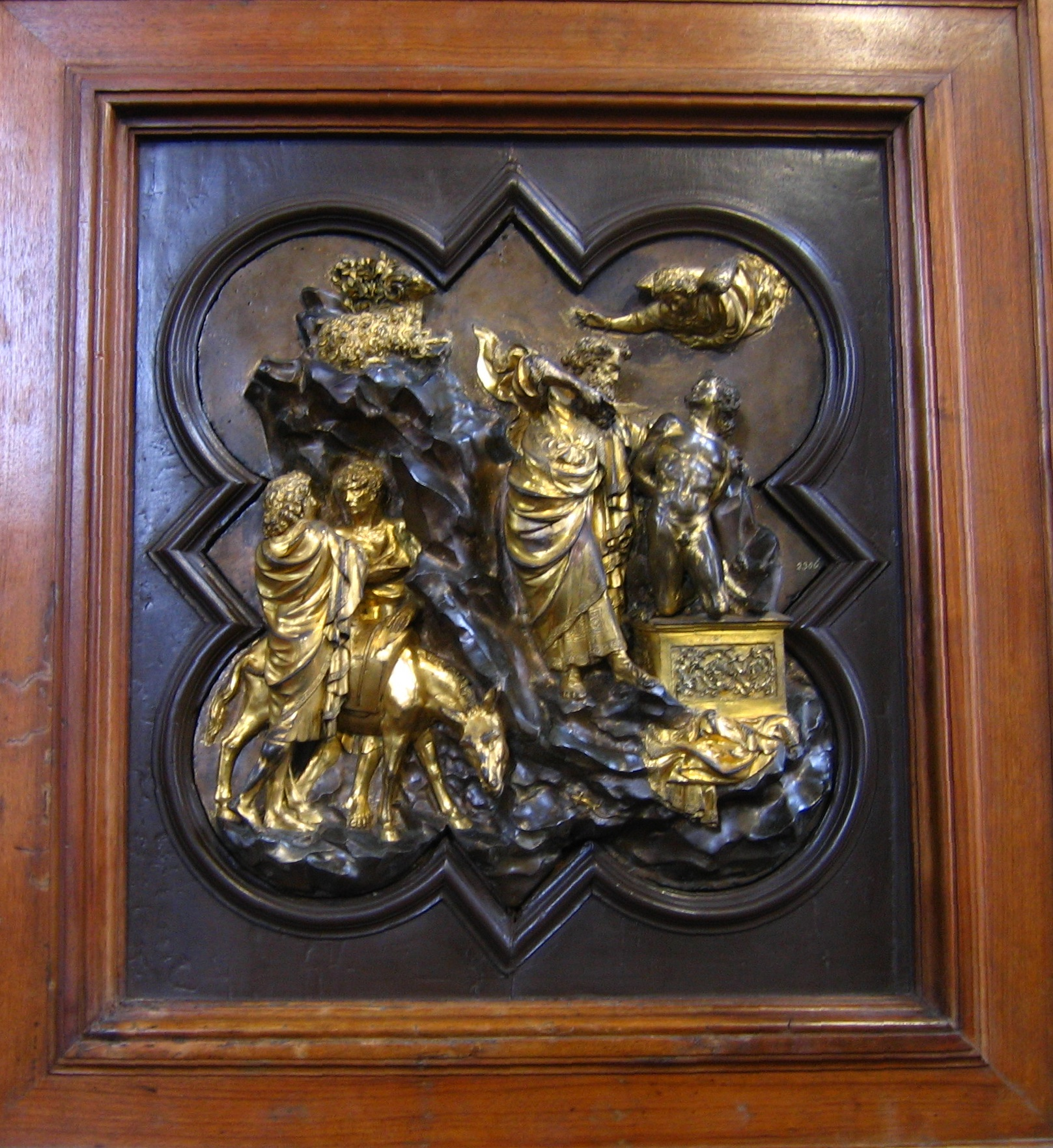
El sacrifici d'Isaac, la peça presentada al concurs per decorar les portes septentrionals del baptisteri. Actualment, al Museu Bargello

El seu triomf al concurs va resultar decisiu per a la seva vida, ja que la magnitud de la tasca va requerir la creació d'un taller de gran grandària, que es convertiria en el principal de la ciutat durant mig segle. En aquest, es van formar figures destacades del Renaixement, com Donatello, Michelozzo, Uccello, Masolino i Filarete.
El treball en aquestes portes va durar més de vint anys (de 1403 a 1424), i es van incloure vint episodis de la vida de Crist i vuit talles de sants, d'un estil minuciós, proper al gòtic.
La seva obra va tenir tant d'èxit que posteriorment el gremi de comerciants de Florència li va encomanar l'encàrrec d'executar per al mateix baptisteri una tercera doble porta, que va acabar el 1452. Està decorada amb deu baixos relleus de bronze daurat que representen escenes de l'Antic Testament, en un estil totalment diferent a l'anterior, en el qual s'apliquen conseqüentment les regles de la perspectiva renaixentista.
Miquel Àngel va batejar aquesta porta com la porta del Paradís, nom amb què es coneix actualment. Va resultar també finalista al costat de Brunelleschi en el concurs per a la construcció de la cúpula de la catedral de Santa Maria del Fiore, però aquesta vegada el treball li va ser encarregat a Brunelleschi.
Ghiberti va esculpir també algunes estàtues de bronze per a l'església florentina d'Orsanmichele. En els seus últims anys, va escriure els tres toms de «I Commentarii» (Els comentaris), en què s'incloïen amb valuoses referències pintors i escultors italians, així com una autobiografia, que és la primera que es conserva d'un artista.